# (38838) 2000 SB31
2000 SB31 (asteroide 38838) é um asteroide da cintura principal. Possui uma excentricidade de 0.11481360 e uma inclinação de 3.52266º.
Este asteroide foi descoberto no dia 24 de setembro de 2000 por LINEAR em Socorro.